# Legionella pneumophila
Legionella pneumophila é uma bactéria pleomórfica, flagelada, Gram negativa do género Legionella. 

## História
Legionella pneumophila é uma bactéria que ficou conhecida devido a um trágico acidente numa convenção da American Legion  em 1976, no Bellevue Stratford Hotel , Filadélfia, onde repentinamente 34 participantes faleceram e 221 contraíram uma pneumonia grave. A busca do motivo dessas mortes levou ao conhecimento mais apurado da bactéria, apesar de já ser, na época, uma bactéria conhecida.
Em 2014, ocorreu um surto de Legionella em Portugal que afetou cerca de 375 pessoas, sendo que 12 morreram. Foi confirmado que o surto ocorreu devido a um problema nas torres de refrigeração da empresa Adubos de Portugal. 

## Biologia
Legionella pneumophila é uma bactéria ubiquitária e saprófita da água, não fermentadora de lactose, sendo nutricionalmente exigente. É oxidase positiva, catalase positiva e hidrolisa o hipurato. É um patógeno intracelular facultativo, apresenta um sistema de secreção tipo IV. Com este sistema de secreção, a bactéria é capaz de "Invadir" a célula hospedeira, através da transferência de DNA pelo método de conjugação. 

## Infecção
A infecção pela bactéria ocorre principalmente na inalação de vapor, gotículas de água ou neblina contaminadas com a bactéria, oriundas principalmente de chuveiros domésticos, torres de resfriamento, condensadores evaporativos e bandejas de gotejamento de condensado, sobretudo quando existe algum depósito de água como nos aquecedores por acumulação, fontes decorativas, todo processo que produz aerossol e spray de água. 

## Patogénese
A Legionella pneumophila multiplica-se no interior dos macrófagos alveolares (dust cells), lesionando as células infectadas por acção de: fosfatases,
lipases e nucleases, provocando o recrutamento de novos fagócitos. Há produção de anticorpos e activação subsequente dos macrófagos, que eliminam a bactéria.

## Patologia
•	Após a inalação para os pulmões, a L. pneumophila entra nos macrófagos alveolares via coiling, ou por convencional fagocitose, passando a replicar-se no vacúolo especializado. 
•	Uma proteína da membrana exterior liga-se ao componente do complemento 3 (C3), facilitando o reconhecimento pelos fagócitos, e induzindo poros na membrana do macrófago.  
•	Outra proteína da membrana exterior (OMP) chamada macrophage invasion potentiator (macrófago potenciador de invasão) (MIP) determina a entrada da célula.
•	Quando os nutrientes começam a escassear, a produção de citotoxinas pelas bactérias em stress, levam a ruptura dos macrófagos e o ciclo recomeça
•	A secreção de proteases (são enzimas que quebram ligações peptídicas entre os aminoácidos das proteínas) pela L. Pneumophila contribui para o dano dos tecidos.
•	A propagação da doença leva o recrutamento de fagócitos oriundos do sangue, mas L. pneumophila é relativamente resistente aos neutrófilos e multiplica-se dentro dos monócitos.

## Fatores de risco
- Tabagismo
- Doença pulmonar obstrutiva crônica (DPOC)
- Idade
- Transplantes
- Imunossupressão

OBS: Em fevereiro de 2016 foi publicado um estudo que existe a possibilidade da Legionella ser transmitida de pessoa para pessoa. Este estudo ainda será mais aprofundado e o mesmo foi feito em Portugal após o caso de 2015.

## Doenças causadas
L. pneumophila pode originar infecções assintomáticas ou sintomáticas. 
As infecções sintomáticas podem ser:
- Febre de Pontiac - forma menos severa, origina uma dor aguda de tipo gripal, sem sinal radiológico de pneumonia e autolimitada.
- Doença do legionário - forma mais grave, com sinal radiológico de pneumonia, podendo evoluir para pneumonia grave.

## Diagnóstico
Os métodos mais eficientes para o diagnóstico da Legionella pneumophila passam pela Imunofluorescência direta, método menos sensível, ou pela Imunofluorescência indireta, com maior sensibilidade.
Métodos menos eficientes incluem: 
- coloração pelo Gram,
- detecção de antigénios solúveis na urina
- uso de PCR.
- cromatografia gasosa.

## Prevenção
Como a Legionella não se apresenta como risco razoável em ambientes naturais e também não é facilmente controlada como o são outras bactérias de origem hídrica (tal qual os coliformes), as técnicas tradicionais do saneamento para barrar a contaminação de sistemas de água pela Legionella se mostraram ineficientes. Dessa forma a prevenção da Legionella se dá por meio de um Gerenciamento de Riscos associados a esta bactéria. Pela sua capacidade de persistência nos sistemas de água (não necessariamente sistema de água potável), as estratégias de controle devem ser definidas a partir do sistema como um todo, além das relações entre sistemas, sub-sistemas e sistemas de água no entorno. Isso é feito, normalmente, a partir de uma Avaliação de Risco que aponta primeiramente as vulnerabilidades dos sistemas de água para desenvolvimento da Legionella e posteriormente técnicas e medidas para controlar de modo a que seu risco seja mantido em patamares aceitáveis de segurança. Essa é uma recomendação da Organização Mundial da Saúde e é refletida em diversas legislações, guias e normas técnicas atuais apontam para este sentido, como uma forma de lidar com este risco, tal como no Reino Unido, na Espanha, nos Estados Unidos e outros. O Brasil possui em desenvolvimento de uma norma técnica neste sentido.
Resumidamente, em caso de detecção de contaminação pela Legionella em sistemas de água, pode-se (mas é necessária uma avaliação técnica), utilizar em grandes quantidades a adição de cloro contínua a longo prazo, ou pela elevação da temperatura da água para temperaturas entre os 60 e os 70 graus Celsius.

## Tratamento
O tratamento farmacológico só se aplica à Doença do legionário, já que a Febre de Pontiac ao fim de 1 a 5 dias cura espontaneamente. Como antimicrobiano de primeira linha, deve-se usar eritromicina. Como antimicrobiano de segunda linha, pode-se utilizar a rifampicina, mas nunca em monoterapia.
Legionella pneumophila produz beta-lactamases, sendo resistente aos beta-lactâmicos (nomeadamente a penicilina).